# Jit (film, 2010)
Pour plus de détails, voir Fiche technique et Distribution.
Jit (Жить) est un film russe réalisé par Iouri Bykov, sorti en 2010,.

## Fiche technique
- Photographie : Ivan Bourlakov
- Musique : Iouri Bykov
- Décors : Andreï Vasine, Gelena Martemianova, Vadlm Frolenkov
- Montage : Natalia Chmidt